# Canal de Saint-Marc
Canal de Saint-Marc är ett sund i Haiti. Det ligger i den centrala delen av landet, 50 km nordväst om huvudstaden Port-au-Prince.